# Munsterbilzen

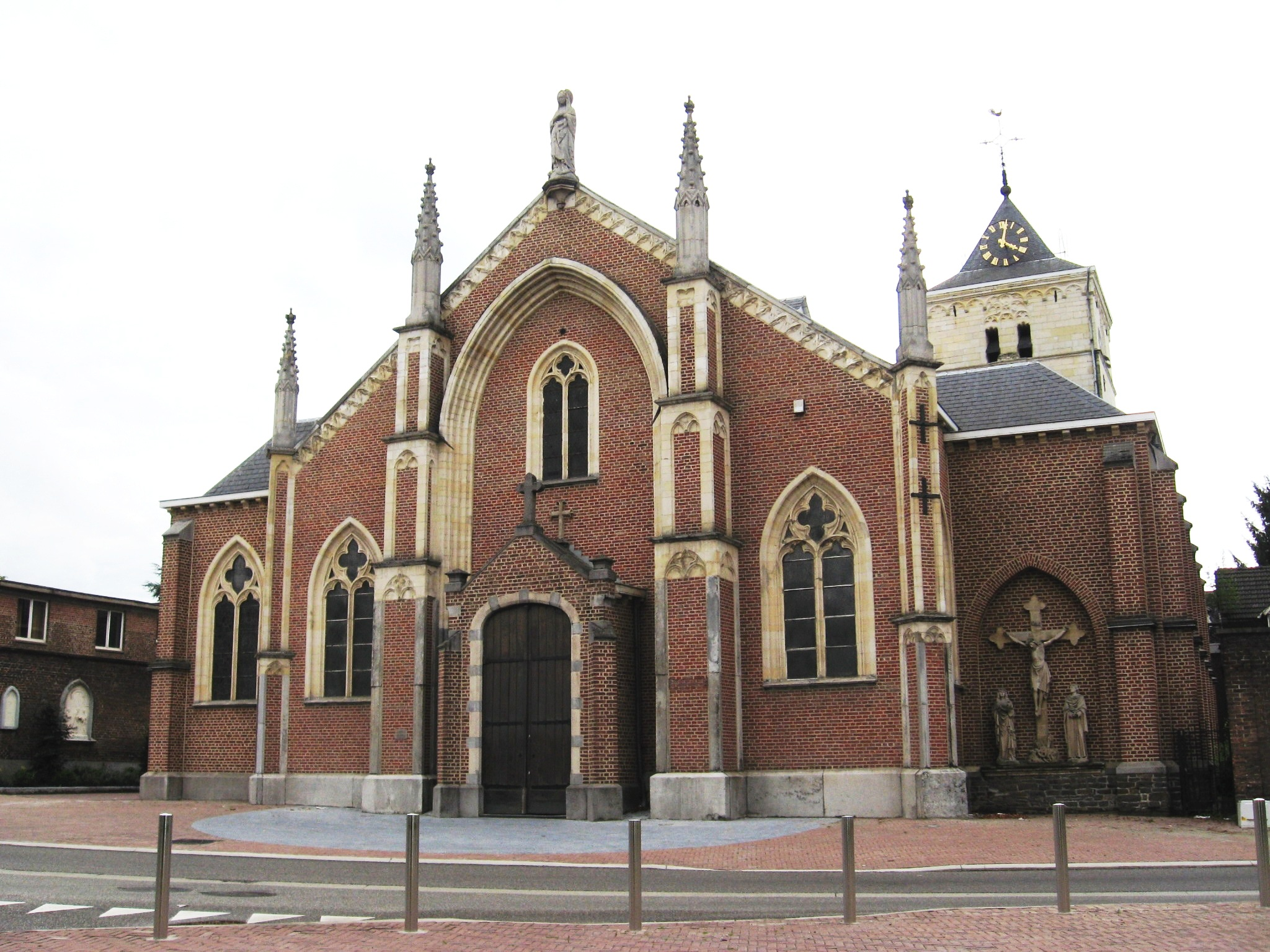
Die Onze-Lieve-Vrouw Tenhemelopnemingskerk (Mariä-Himmelfahrts-Kirche)

Munsterbilzen (deutsch: Münsterbilsen) ist ein Ort im südlichen Haspengau innerhalb der belgischen Provinz Limburg; die Gemeinde wurde 1977 mit anderen Orten zur Stadt Bilzen fusioniert. Munsterbilzen hat (2006) 4433 Einwohner.

## Abtei Munsterbilzen
Munsterbilzen verdankt seinen Namen der Reichsabtei, deren Gründung auf die Merowinger zurückgeht. Sie ist das älteste Kloster in den Dietse Nederlanden, da die beiden anderen großen Klöster, Susteren und Aldeneik, auf den Anfang des 8. Jahrhunderts zurückgehen. Die Frauenabtei Belisia wurde der Überlieferung zufolge um 670 von der heiligen Landrada gegründet, angeblich einer Tochter Karl Martells, möglicherweise unter Mithilfe des heiligen Lambertus, Bischof von Maastricht († um 705).
Auch Amor von Maastricht wird mit der Gründung der Abtei in Verbindung gebracht.

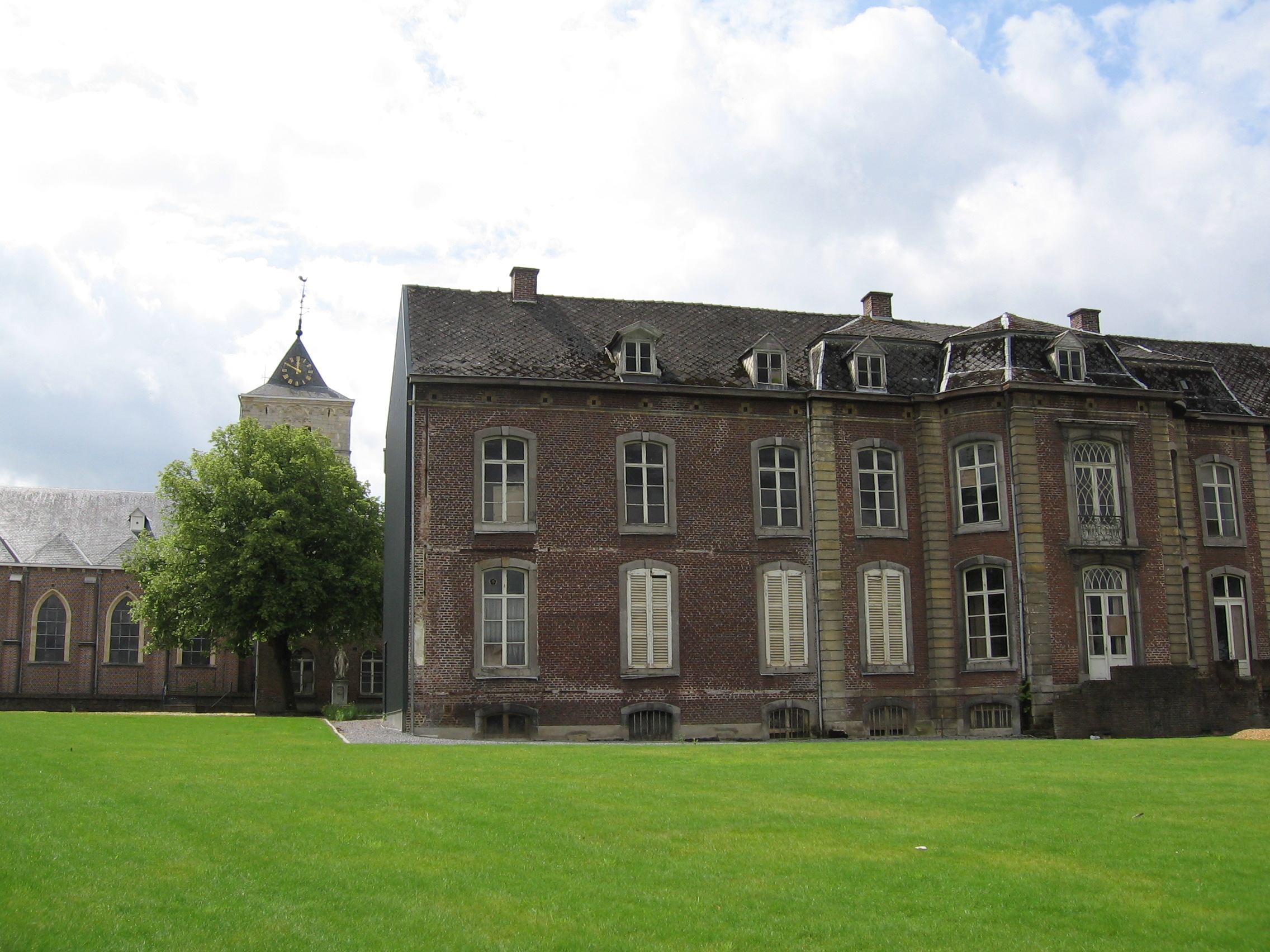
Abteigebäude (re.) und ehem. Abteikirche (li. hinten)

Das Dorf, das sich in der Nähe der Abtei entwickelte, bekam den Namen Belisia Monasterii oder Munsterbilzen, im Unterschied zu den Nachbarorten Beukenbilzen und Eigenbilzen, die heute ebenfalls zur Stadt Bilzen gehören. 881 wurden Abtei (so wie auch die Kirchen von Tongern, Lüttich, Maastricht und Sint-Truiden) von den Normannen verwüstet. Die heilige Ida von Boulogne († 1113), Tochter des Herzogs Gottfried III., Ehefrau des Grafen Eustach II. von Boulogne und Mutter Gottfrieds von Bouillon schenkte der Abtei im Jahr 1096 eine Reihe von Landgütern in den heutigen Bilzener Ortsteilen Bilzen (Ort), Waltwilder, Martenslinde, Eigenbilzen und Rijkhoven, sowie in Riemst und Gellik (heute Lanaken).
Die Äbtissin der Reichsabtei Munsterbilzen verfügte auch über Herrschaftsrechte in den Dörfern Wellen, Haccourt (heute Oupaye), Hallembaye und Kleine-Spouwen (heute ebenfalls Ortsteil von Bilzen). Sie war Reichsfürstin und betrachtete sich als souveräne Herrin über ihre fünf Dörfer – ein Recht, das ab dem 17. Jahrhundert sowohl vom Domkapitel als auch vom Fürstbischof von Lüttich angefochten wurde, bis die Äbtissin sich nach vielen Prozessen im Jahr 1773 der Souveränität des Fürstbischofs unterstellte.
Während der Französischen Revolution wurde das Kloster aufgelöst, ihre Güter wurden verkauft.

## Archäologische Entdeckungen
Im Juni 2006 wurden bei Straßenbauarbeiten an der N 730 in unmittelbarer Umgebung der Kirche von Munsterbilzen eine Reihe von Baumsärgen entdeckt.